# Egg (Suíça)
Egg é uma comuna da Suíça, no Cantão Zurique, com cerca de 7.707 habitantes. Estende-se por uma área de 14,48 km², de densidade populacional de 532 hab/km². Confina com as seguintes comunas: Gossau, Grüningen, Herrliberg, Maur, Meilen, Mönchaltorf, Oetwil am See, Uetikon am See.
A língua oficial nesta comuna é o Alemão.